# Тунгабхадра
Тунгабхадра (енгл. Tungabhadra) је река која протиче кроз Индију. Дуга је 640 km. Улива се у Кришну.